# Liste der Monuments historiques in Parmain
Die Liste der Monuments historiques in Parmain führt die Monuments historiques in der französischen Gemeinde Parmain auf.

## Liste der Bauwerke
| Bezeichnung            | Beschreibung | Standort                          | Kennzeichnung | Schutzstatus | Datum | Bild           |
| ---------------------- | ------------ | --------------------------------- | ------------- | ------------ | ----- | -------------- |
| Taubenturm             |              | 84, rue du Maréchal-Joffre (Lage) | PA00080157    | Inscrit      | 1965  | weitere Bilder |
| Kirche St-Denis        |              | (Lage)                            | PA00080158    | Classé       | 1912  | weitere Bilder |
| Dolmen du Trou à Morts |              | Val de Nesles (Lage)              | PA00080159    | Classé       | 1974  |                |

## Liste der Objekte

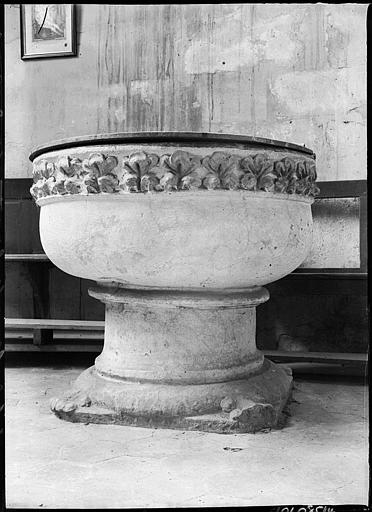
Taufbecken (13. Jahrhundert) in der Kirche St-Denis

- Monuments historiques (Objekte) in Parmain in der Base Palissy des französischen Kultusministeriums